# Temporada 2023 de la Copa de España de Rallycross
La temporada 2022 es la 2.ª edición de la Copa de España de Rallycross. Empezó el 27 de mayo en el Rallycros de Miranda de Ebro y terminará el 3 de diciembre en el Rallycross Miranda de Ebro.

## Calendario
| N.º | Fecha              | Prueba                                  |
| --- | ------------------ | --------------------------------------- |
| 1   | 27-28 de mayo      | CERX Rallycros de Miranda de Ebro       |
| 2   | 15-16 de julio     | CERX Rallycros de Calafat               |
| 3   | 14-15 de octubre   | CERX Rallycros Escudería Castelo Branco |
| 4   | 11-12 de noviembre | CERX Rallycros de Carballo              |
| 5   | 2-3 de diciembre   | CERX Rallycros de Miranda de Ebro       |

## Resultados
- Nota: se muestran el total de puntos obtenidos por carrera.

### Copa de rallycross 1 (CERX1)
| Pos. | Piloto                    | 1 MDE | 2 CAL | 3 CAS | 4 CAR | 5 MDE | Total |
| ---- | ------------------------- | ----- | ----- | ----- | ----- | ----- | ----- |
| 1.   | Celestino Iglesias Cores  | 30    | 27    |       |       |       | 57    |
| 2.   | Roberto Méndez            | 19    | 32    |       |       |       | 51    |
| 3.   | Iñaki Barredo             | 25    | 23    |       |       |       | 48    |
| 4.   | Celestino Iglesias Duarte | 19    | 16    |       |       |       | 35    |
| 5.   | Iñigo Alcalde             | 11    | 14    |       |       |       | 31    |
| 6.   | Marcos Avelino Suárez     | 6     | 17    |       |       |       | 23    |
| 7.   | Domingo Molinos           | 21    |       |       |       |       | 21    |
| 8.   | Sergio Alba Atencia       |       | 14    |       |       |       | 14    |

### Copa de rallycross 2 (CERX2)
- Nota: sin participantes tras las dos primeras citas.

| Pos. | Piloto       | 1 MDE | 2 CAL | 3 CAS | 4 CAR | 5 MDE | Total |
| ---- | ------------ | ----- | ----- | ----- | ----- | ----- | ----- |
|      | Bandera de ? |       |       |       |       |       |       |

### Copa de rallycross XC (CERXC)
| Pos. | Piloto          | 1 MDE | 2 CAL | 3 CAS | 4 CAR | 5 MDE | Total |
| ---- | --------------- | ----- | ----- | ----- | ----- | ----- | ----- |
| 1.   | Pepe Arqué      | 32    |       |       |       |       | 32    |
| 2.   | Marc Batlle     | 27    |       |       |       |       | 27    |
| 3.   | Eros Ceballos   | 19    |       |       |       |       | 19    |
| 4.   | Darío Calviño   | 18    |       |       |       |       | 18    |
| 5.   | Sergio Bello    | 16    |       |       |       |       | 16    |
| 6.   | David Bera Sain | 15    |       |       |       |       | 15    |
| 7.   | Sergio Ortega   | 14    |       |       |       |       | 14    |
| 8.   | Pedro J. Nieves | 10    |       |       |       |       | 10    |
| 9.   | Pablo Suárez    | 10    |       |       |       |       | 10    |

### Copa de marcas
| Pos. | Marca        | 1 MDE | 2 CAL | 3 CAS | 4 CAR | 5 MDE | Total |
| ---- | ------------ | ----- | ----- | ----- | ----- | ----- | ----- |
| 1.   | Yacar Racing | 59    |       |       |       |       | 59    |
| 2.   | Labase       | 23    |       |       |       |       | 23    |
| 3.   | Semog        | 9     |       |       |       |       | 9     |

### Copa de rallycross júnior (CERXC JR)
| Pos. | Piloto         | 1 MDE | 2 CAL | 3 CAS | 4 CAR | 5 MDE | Total |
| ---- | -------------- | ----- | ----- | ----- | ----- | ----- | ----- |
| 1.   | Iago Rodríguez | 28    | 32    |       |       |       | 60    |
| 2.   | Diego Martínez | 31    | 27    |       |       |       | 58    |
| 3.   | Yesica Lorenzo | 15    | 23    |       |       |       | 38    |
| 4.   | Diego García   | 12    | 19    |       |       |       | 31    |
| 5.   | Jon Bikendi    | 12    | 16    |       |       |       | 28    |
| 6.   | Guillermo Paz  | 11    | 14    |       |       |       | 25    |
| 7.   | Luis Quintana  | 23    |       |       |       |       | 23    |
| 8.   | Abel González  | 19    |       |       |       |       | 19    |
| 9.   | Víctor Vicente | 10    |       |       |       |       | 10    |